# Флаг Калмыкии
Государственный флаг Республики Калмыкия (калм. Хальмг Таңһчин туг) — государственный символ Республики Калмыкия Российской Федерации. Утверждён постановлением Народного Хурала (Парламента) Республики Калмыкия — Хальмг Тангч № 65-IX от 30 июля 1993 года.

## Описание
В ст.2 Закона Республики Калмыкия «О государственных символах Республики Калмыкия» содержится следующее описание герба республики:
 Государственный флаг Республики Калмыкия - Хальмг Тангчин туг представляет собой прямоугольное полотнище золотисто-желтого цвета, в середине которого изображен голубой круг с белым цветком лотоса, состоящим из девяти лепестков. Верхние пять лепестков лотоса олицетворяют пять континентов земного шара, четыре нижних лепестка - четыре стороны света, символизирующие стремление народов республики к дружбе, сотрудничеству со всеми народами мира.
Государственный флаг Республики Калмыкия — Хальмг Тангчин туг прикрепляется к древку, увенчанному наконечником красного цвета в форме «языка пламени» с контурными очертаниями на нем древнего символа Дербен Ойратов — четырёх скреплённых между собой кругов, в основании которого «улан зала».
Отношение ширины флага к его длине — 1:2
Отношение радиуса круга к ширине флага — 1:3,5
Отношение длины наконечника к ширине флага — 1:4,5

## История

### Флаги Калмыцкой АССР
20 октября 1935 года Калмыцкая автономная область была преобразована в Калмыцкую Автономную ССР. В 1935-1937 годах герба и флага у Калмыцкой АССР не было. 23 июня 1937 года была принята Конституция Калмыцкой АССР, в главе X которой были описаны герб и флаг Калмыцкой АССР. Флаг Калмыцкой АССР воспроизводил флаг РСФСР, отличаясь от него добавлением надписей "Калмыцкая А.С.С.Р. ХАLЬMG A.S.S.R.". В 1940 году калмыцкая письменность была переведена с латинизированного алфавита на кириллицу, и в соответствии с этим надписи на флаге Калмыцкой АССР изменились на "КАЛМЫЦКАЯ АССР. ХАЛЬМГ АССР". В начале 1950-х годов были утверждены новые флаги союзных республик СССР, в том числе изменению подвергся и флаг РСФСР, на который была добавлена синяя вертикальная полоса у древка во всю ширину флага, которая составляет 1/8 его длины. В 1958 году это же изменение коснулось и флага Калмыцкой АССР. Флаги редакций 1958 и 1979 годов представляли собой флаг РСФСР с размещённой на ней надписью "КАЛМЫЦКАЯ АССР ХАЛЬМГ АССР". 

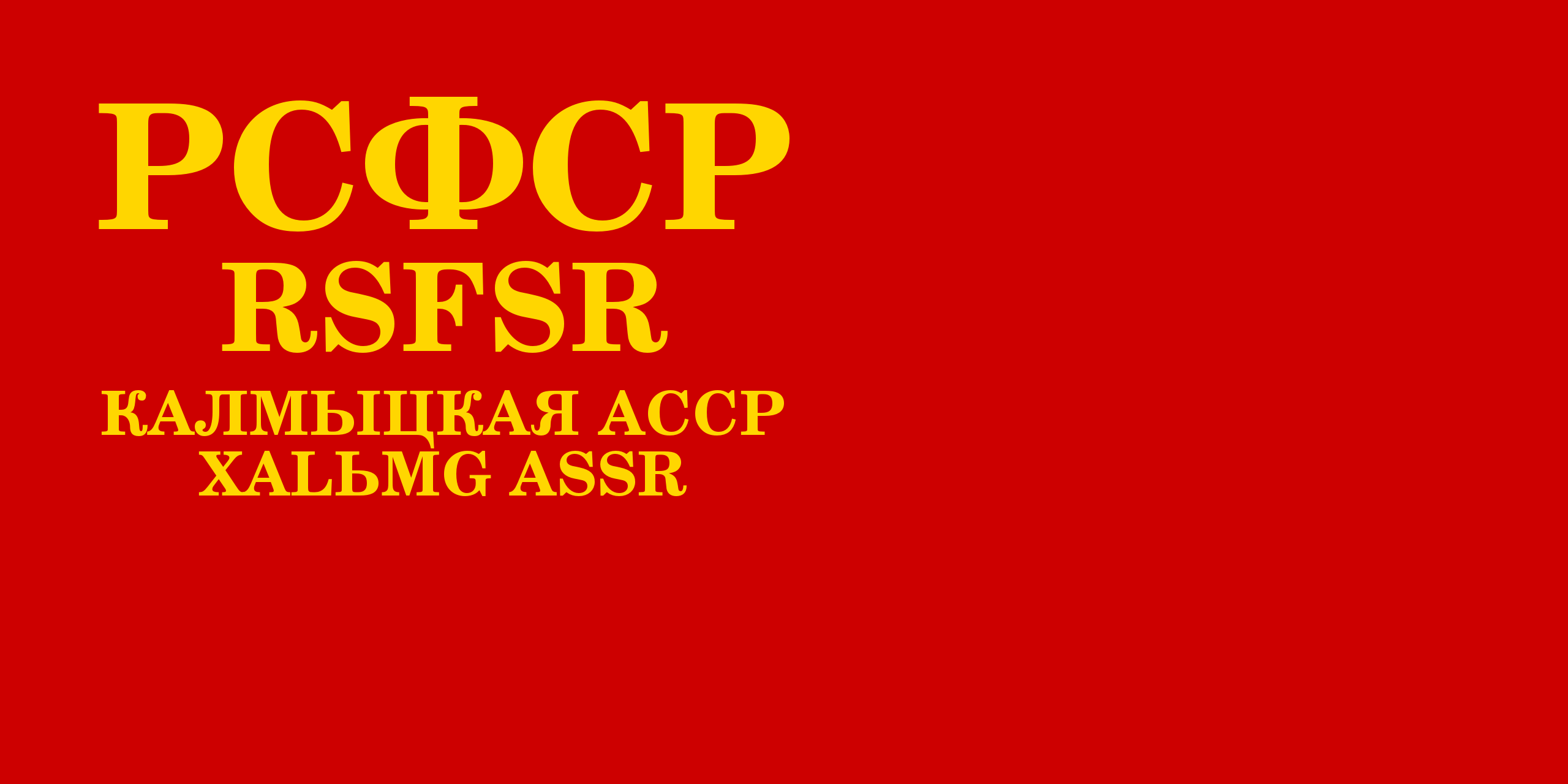
Флаг Калмыцкой АССР в 1940 - 1943 годах

Флаг в 1958—1992 гг.
Калмыцкая АССР (1958-90 гг.)
Калмыцкая ССР (1990-92 гг.)

### Флаг 1992 года
В октябре 1990 года Верховный Совет Калмыкии объявил о провозглашении суверенитета республики. 18 октября 1990 года Верховный 
Совет Калмыцкой Автономной ССР принял Декларацию о государственном суверенитете, в соответствии с которой Калмыцкая АССР была преобразована в Калмыцкую ССР – Хальмг Тангч. Отражения на гербе и флаге это изменение не нашло. Постановлением Верховного Совета от 
20 февраля 1992 года № 336-IX Калмыцкая ССР была переименована в Республику Калмыкия – Хальмг Тангч. В соответствии с Постановлением 
Президиума Верховного Совета Калмыцкой ССР – Хальмг Тангч от 7 июня 1991 года № 243-П -1Х в республике был объявлен конкурс по созданию новых государственных символов Калмыцкой ССР – Хальмг Тангч.

Республиканский флаг был утвержден Постановлением Верховного Совета Республики Калмыкия-Хальмг Тангч от 30 октября 1992 года. Описание флага было закреплено в ст. 158 Конституции Калмыцкой ССР - Хальмг Тангч:
«Государственным флагом Республики Калмыкия 
– Хальмг Тангч является прямоугольное полотнище из трех горизонтальных полос: верхней – лазоревого цвета, средней – золотисто-желтого цвета и нижней алого цвета. В центре средней полосы золотисто-желтого цвета, в круге, диаметром, равным 1/4 ширины флага, расположен знак в виде пламени огня над двумя волнистыми линиями. Знак и окружность алого цвета. Отношение ширины полос лазоревого и алого цветов к ширине 
полосы золотисто-желтого цвета – 1/2. Отношение ширины флага к его длине – 1/2»
Автор флага - П.Ц. Биткеев. Знак, изображённый в центре флага, символизировал в старокалмыцкой письменности понятие «начало» или «человек». По мнению Е.А, Гунаева, символ в виде пламени огня в определенной степени напоминает традиционный монгольский символ по системе письменности «соёмбо» (луна, солнце, очаг (языки пламени), который получил в своё время отражение в Государственном гербе Монгольской Народной Республики. «Соёмбо» изображён также на Государственном флаге и Государственном гербе Республики Бурятия. Огонь означает жизнь, свет, возрождение, благополучие, очаг.

### Флаг 1993 года
11 апреля 1993 года президентом Республики Калмыкия – Хальмг Тангч был избран К.Н. Илюмжинов. По его поручению в апреле 1993 года началась разработка нового флага. Новый флаг республики утвержден постановлением Народного Хурала (Парламента) Республики Калмыкия - Хальмг Тангч 30 июля 1993 года. Флаг получил название «Улан залата хальмг». Термин «улан залата хальмг» означает самоназвание калмыцкого народа, которое было призвано отличать их от других монголоязычных народов. В последующем государственный флаг Калмыкии получил новое наименование «Хальмг Тангчин туг» (по-калм. «туг» – флаг). 
8 февраля 1994 года постановлением Парламента Республики Калмыкия – Хальмг Тангч № 148-IX были утверждены Положения о 
государственном флаге, о государственном гербе и о государственном гимне [19]. 5 апреля 1994 года была принята новая Конституция республики – Степное уложение. 10 февраля 1996 г. в Конституцию РФ 1993 г. внесено современное название – Республика Калмыкия. 11 июня 1996 года был принят Закон № 44-I-3 «О государственных символах Республики Калмыкия». Закон несколько изменил описание флага: если постановление 1993 года закрепляло отношение радиуса радиуса круга к его ширине флага - 2:7, то закон 1996 года предусмотрел отношение радиуса круга к ширине флага 1:3,5.